# Judith Nijland
Judith Nijland is een Nederlandse jazz-zangeres.

## Biografie
Judith Nijland is een Nederlandse jazz-zangeres. Haar laatste project is Carmina Latina, jazz in het Latijn. Andere projecten zijn A Jazz Tribute to ABBA, Songs of Wes en Trav'lin Light. Nijland werkt op haar cd's met gastsolisten als Yuri Honing, Peter Beets en Teus Nobel. Ze toerde de afgelopen jaren door Europa, Japan, Australië, Thailand, Indonesië en Amerika.
Nijland groeide op in Saasveld, Twente. Al op jonge leeftijd deed ze mee aan talentenjachten met zelfgeschreven liedjes. De piano thuis werd veel gebruikt voor klassieke pianolessen en eigen probeersels.
Op haar achttiende begon Nijland een studie Griekse en Latijnse Taal en Cultuur aan de Rijksuniversiteit in Leiden. Tijdens deze studie kwam ze ook steeds meer in aanraking met de jazz. Ze nam zanglessen en zong in een plaatselijke bigband, waarmee ze door Duitsland en Zweden toerde. Na haar studie Grieks en Latijn te hebben afgerond, volgde Nijland de studie jazz-zang bij Rachel Gould aan het Koninklijk Conservatorium in Den Haag. Ondertussen werkte ze bij de ANWB in Den Haag als filelezeres en bleef ze optreden in binnen- en buitenland.
Na afronding van het conservatorium begon Nijland eigen stukken te componeren. Dit resulteerde in haar eerste album The Beautiful Reality of Life, dat in 2003 uitkwam. Haar debuut kreeg veel lovende kritieken en werd onder andere op Radio 2 gedraaid. In 2006 volgde het album Suitcase of Songs, dat ook voornamelijk uit eigen werk bestond. Nijland trad op in Duitsland, Polen, Londen en New York.
Het album Four Zero, dat in 2011 verscheen, bevatte uitsluitend Nijlands eigen composities, waarvan er enkele in samenwerking met haar bandleden geschreven waren. De foto's voor het album zijn gemaakt door de Amerikaanse fotograaf Jordan Matter op locatie in New York. Het is het eerste album dat op haar eigen label Off the Records uitkwam.
In 2013 mondde een samenwerking met tenorsaxofonist Alexander Beets en zijn kwartet uit in het album Trav'lin' Light. Bekende jazzstandards met als thema reizen waren opnieuw gearrangeerd door contrabassist Marius Beets. Nijland schreef op de instrumentale stukken "Dear Old Stockholm" en "Road Song" zelf teksten. Direct na de verschijning van het album volgde een toer door Thailand.
A Jazz Tribute to ABBA is het project waar Nijland in 2016 mee toerde. Het gelijknamige album kwam dat jaar uit met als gastsolisten onder anderen Yuri Honing en Teus Nobel. Nijland en haar band hadden hiervoor twaalf stukken van de Zweedse popgroep ABBA verjazzt.

## Stijl en performance
Nijlands stem wordt vaak vergeleken met die van Karen Carpenter. Haar alt heeft een warme en heldere klank. In recensies worden haar timing, haar originaliteit en brede stijl gewaardeerd:
- ‘Productief en veelzijdig als songschrijfster, lijkt ze de pakkende teksten, mooie melodieën en passende arrangementjes uit haar mouw te schudden.’ Jeroen de Valk, AD
- ‘We krijgen heel veel cd’s van jazzgoepjes, zangers en zangeressen, maar af en toe springt er eentje uit, zoals Judith Nijland.’ Jacques Klöters in de Sandwich, Radio 2
- 'Dat A Jazz Tribute to ABBA als album steengoed is geworden, komt door de zorgvuldige, professionele en creatieve manier waarop Nijland en haar band de nummers hebben gearrangeerd.' Hans Invernizzi in Jazzflits

## Discografie
| Jaar | Album                         | Label            | Band                                         | Samenstelling |
| ---- | ----------------------------- | ---------------- | -------------------------------------------- | --- |
| 2021 | Carmina Latina                | Off the Records  | Judith Nijland                               | Judith Nijland – zang // Tico Pierhagen - piano // Pieter Althuis - contrabas // Arie den Boer - drums // Teus Nobel - trompet |
| 2016 | A Jazz Tribute to ABBA        | Off the Records  | Judith Nijland                               | Judith Nijland – zang // Danny van Kessel - piano // Pieter Althuis - contrabas // Arie den Boer - drums // Yuri Honing – tenorsaxofoon // Teus Nobel - trompet // Harm van Sleen - pedal steel // Myrthe van de Weetering - viool |
| 2013 | Trav'lin' Light               | Maxanter Records | Alexander Beets Quartet feat. Judith Nijland | Judith Nijland - zang // Alexander Beets - tenorsaxofoon // Peter Beets - piano // Edgar van Asselt - piano // Marius Beets - contrabas // Gijs Dijkhuizen - drums |
| 2011 | Four Zero                     | Off the Records  | Judith Nijland                               | Judith Nijland – zang // Marnix van Bruggen - piano // Florian Zenker - gitaar // Pieter Althuis - contrabas // Arie den Boer - drums // Marco Hijl - saxofoon // Jasper Gloerich - trompet // Jasper Verburgh - samples & loops // Arthur Rombouts - samples & loops // Bart-Jan van der Linden - samples & loops |
| 2006 | Suitcase of Songs             | Maxanter Records | Judith Nijland                               | Judith Nijland – zang // Lisa Boray, zang // Arjan Hoek - piano // Marnix van Bruggen - piano // Wolf Martini - gitaar // Florian Zenker - gitaar // Pieter Althuis - contrabas // Arie den Boer - drums // Frank Wardenier - drums // Christof May - saxofoon // Jasper Gloerich - trompet // Rainer Muller - trombone // Herman van Haaren - viool // Friedmar Hitzer - viool // Iris Schut - viool // Annie Tangberg - cello |
| 2003 | The Beautiful Reality of Life | Dessa Records    | Judith Nijland                               | Judith Nijland – zang // Arjan Hoek - piano // Olaf Tarenskeen - gitaar // Harry Emmery - contrabas // Joshua Samson - drums & percussie // Christof May - saxofoon |